# Municipio de Jiutepec
El municipio de Jiutepec es uno de los 36 municipios en que se divide el estado mexicano de Morelos. El nombre de "Jiutepec" es la castellanización del viejo nombre en náhuatl de la población: Xiuhtepetl. Forma parte de la zona metropolitana de Cuernavaca.

## Toponimia
Al respecto el cronista municipal Luis Gurza y Villarreal nos dice que el nombre de Xiuhtepec, se compone de tres palabras que, conforme al sistema utilizado por los indígenas que hablan esta lengua, se estructura en la siguiente forma:
"Xiuh" de Xihuitl, palabra que tiene varios significados según los elementos, gráficos y fonéticos, con los cuales esño y piedras preciosas.
"Tepe" que se toma de Tepetl que significa cerro. "C" que es la posposición que se usa en náhuatl como sufijo de los nombres acabados en Tl, últimas dos letras que se substituyen con la letra C que significa "En", así Tepec, significa "En el cerro".
Cuando la palabra nahuatl tepe (cerro)  termine en tl (ejem Popocatépetl) es no habitable. Cuando termine en c es habitable (ejem chapultepec).
Por lo tanto la palabra Xiuhtepec o Xiuhtepetl significa: En el cerro de las piedras preciosas.
El glifo nos permite observar el “cerro” y en su parte superior la idea de “piedras preciosas”.

## Historia
Entre los siglos XII y XIII llegan a la región del hoy territorio de Morelos una de las tribus de habla náhuatl que salieron de mítico Chekume ustutl (Chicomostoc), y que al paso del tiempo, llegaron a formar grandes e importantes señoríos como el mencionado de Xiutépetl, integrado en ese momento por alianzas y teniendo durante periodos buenas relaciones con algunos de sus vecinos y a la vez conflictos armados en otros casos.
A la llegada de los españoles la población que se calcula habitaba la región conocida hoy como Morelos era de 800,000 habitantes. El conquistador Hernán Cortés consideró de gran importancia conquistar las tierras que se encontraban alrededor del Tenochtitlán, asiento del poder mexica.

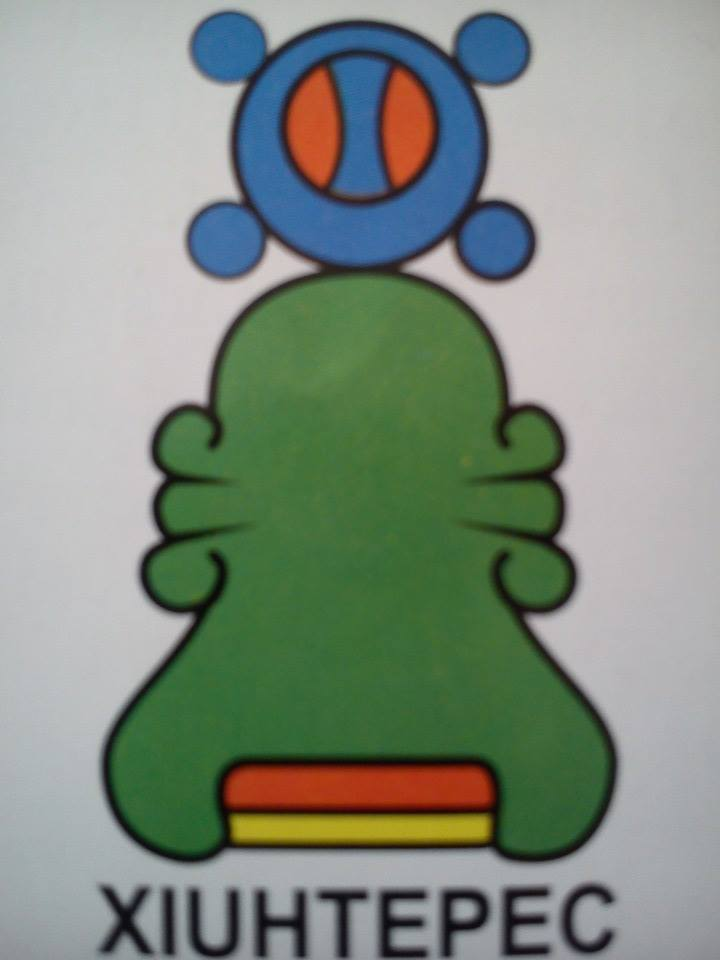
Toponimia de Jiutepec.

Al término de la conquista militar las tierras de la mayor parte del actual Morelos le fueron dadas al conquistador Hernán Cortés quien las integró al llamado Marquesado del Valle de Oaxaca, por supuesto Jiutepec quedó integrado a los dominios señoriales de don Hernando.
Por la fertilidad de sus tierras, la abundancia de agua y la disponibilidad de mano de obra se asentaron en este territorio cuatro haciendas: San Gaspar, Atlacomulco, Dolores y San Vicente, además de varios trapiches como el de Asesetle.
A lo largo del siglo XIX los conflictos de los pueblos con las haciendas por el uso del agua y las tierras fueron una constante, por lo que los pueblos establecieron diversas estrategias, entre otros, rehacer su historia, de esta forma en Tejalpa y Jiutepec se conservan documentos, tales como el llamado "Libro negro" en donde se ve que los pobladores del siglo XIX recurrieron al archivo general de la nación, para recuperar su historia y tener bases históricas para los reclamos sobre su territorio.
La presión de la hacienda de San Vicente sobre las tierras del pueblo de Amatitlán fue de tal magnitud que obligó a los pobladores a desplazarse cerca de Cuernavaca abandonando su pueblo. En 1852 se facultó al gobernador del Estado de México para aprobar la enajenación de terrenos del pueblo de Jiutepec en favor de la hacienda de Atlacomulco.
El 17 de abril de 1869 cuando se creó el estado de Morelos se designó a Jiutepec como primera capital provisional del estado de Morelos.
El 23 de diciembre de 1847, a través del decreto No. 4, la población de Cuernavaca era cabecera del partido de Ciudad de Morelos y formaba parte del distrito de Cuernavaca. Tiempo posterior al haberse erigido el estado de Morelos, Yautepec se constituyó como municipio de éste y su población como la primera capital del estado, así como cabecera del distrito de Cuernavaca con base en la Ley Orgánica Provisional del 15 de marzo de 1870; un año después, es redactada en esta población la primera Constitución Política del Estado Libre y Soberano de Morelos. En 1871, ante el persistente conflicto entre Francisco Leyva, gobernador del estado y Vicente Jiménez, opositor al gobierno de Arce y quien había establecido su movimiento en la población de Yautepec, el Congreso Estatal cambia definitivamente la sede de los poderes a la población de Cuernavaca.
El agudizamiento de los conflictos llevó a la Revolución de 1910, en que los habitantes de Jiutepec participaron ampliamente. En el Texcal se efectuaron un gran número de batallas, ya que era un lugar propicio para emboscar a las fuerzas federales, además de que servía de refugio a las familias en las cuevas existentes.
El pueblo de Jiutepec fue quemado varias veces en represalia a que aquí se les infringieron varias derrotas a las tropas federales. Ello fue posible debido a que la abundancia de árboles, de tecorrales, barrancas y apantles facilitaba tender emboscadas.
Debido a ello cuando los federales entraron al estado en 1916 realizaron una masacre de jiutepequenses tal y como lo relata John Womack: "En Jiutepec, el 8 de mayo, el general carrancista, Rafael Cepeda reunió a 225 prisioneros y luego de hacerles juicios sumarísimos los fusiló a todos" Noticia publicada en los periódicos El Demócrata del 10 de mayo de 1916 y citado en el libro Zapata y la Revolución mexicana.
En 1914 la hacienda de Atlacomulco funcionó como cuartel general del ejército libertador durante el sitio que se puso a la ciudad de Cuernavaca.
Es necesario señalar que durante el período revolucionario funcionó normalmente un Ayuntamiento que reconocía a la autoridad de la convención y dicho Ayuntamiento se regía por la Ley General de Libertades Municipales emitida por Emiliano Zapata el quince de septiembre de 1916.
Después de la guerra, los pueblos recuperaron parte de su autonomía y siguieron gobernados según sus usos y costumbres.
Al mismo tiempo los revolucionarios empezaron a ocupar los espacios y fue reconfigurado el poder político del Estado. Así además de realizarse una radical reforma agraria que desapareció el sistema de haciendas, se realizaron otras medidas políticas.
De esta forma varios de los reales de hacienda adquirieron la categoría de congregaciones con el fin de que sus pobladores, antiguos peones, tuvieran autoridades que pudieran hacer solicitudes de ejidos. Así, el 31 de julio de 1932 se dio el cambio de categoría de población el real de San Antonio Atlacomulco, el 10 de septiembre se elevó a la categoría de congregación al real de San Gaspar.
El 15 de diciembre se les dio denominación oficial a algunas poblaciones para clasificarlos como ayudantías y se prohibió el uso de denominaciones religiosas; de esta forma a San Gaspar se le puso Cliserio Alanís. En esta misma fecha se separan del municipio de Jiutepec las poblaciones que darán nacimiento al municipio de Emiliano Zapata: San Francisco Zacualpan, Acatlipa, Zacualpan, Tepetzingo, Tetecalita y Tezoyuca. El 3 de marzo de 1933 se segrega de Jiutepec el viejo real de Temixco para formar el municipio del mismo nombre.
En marzo de 1934 un grupo de ejidatarios de San Gaspar coloniza un territorio fundando la colonia Progreso.
En la década de los 30 se funda con veteranos zapatistas La colonia Agrícola Militar de José G. Parres.
En los pueblos del municipio se apoya ampliamente la lucha de Rubén Jaramillo y cientos de jiutepequenses asisten en 1962 al funeral de Jaramillo a pesar del cerco militar existente.

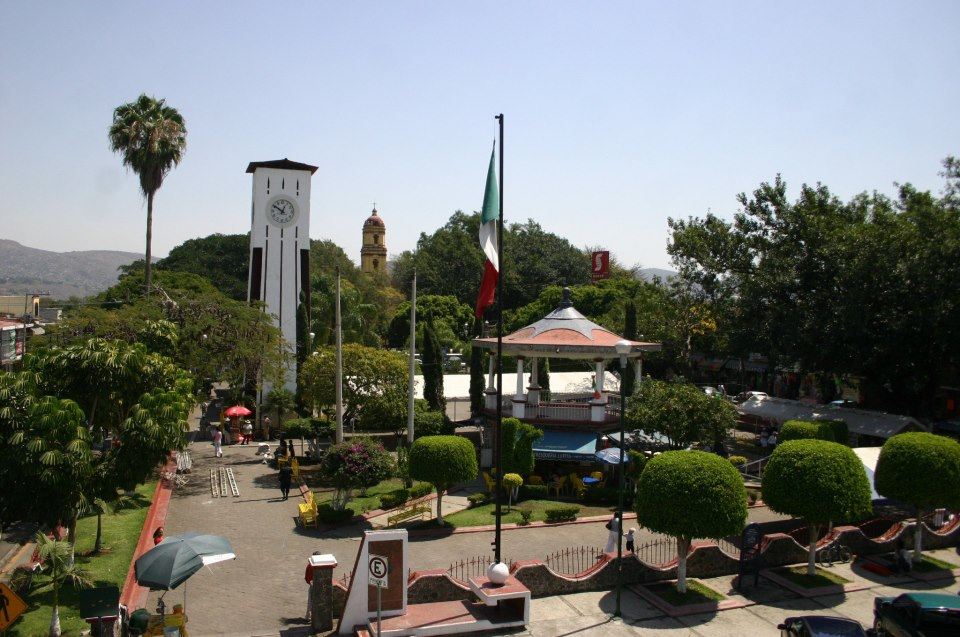
Zócalo de Jiutepec 1990-2006

En 1966 se asienta en territorio del municipio la Ciudad Industrial del Valle de Cuernavaca (CIVAC), un desarrollo industrial ajeno a la realidad de Jiutepec (hasta en el nombre) y sin beneficios directos, ya que el gobierno federal decretó que las industrias establecidas no pagarían impuestos durante treinta años. La expropiación de los terrenos comunales de 4,000 hectáreas de Tejalpa se realizó sin resistencia de los pobladores con base en promesas hasta la fecha incumplidas.

## Cronología de hechos históricos
1389 Jiutepec sostuvo una guerra contra Cuernavaca.
1425 Ixcóatl, rey azteca, se apoderó de Jiutepec.
1521 Tropas de Jiutepec, fueron derrotadas por Cortés.
1847 El 23 de diciembre, a través del decreto No. 4, la población de Cuernavaca era cabecera del partido de Ciudad de Morelos y formaba parte del distrito de Cuernavaca. Tiempo posterior al haberse erigido el estado de Morelos, Yautepec se constituyó como municipio de éste y su población como la primera capital del estado, así como cabecera del distrito de Cuernavaca con base en la Ley Orgánica Provisional del 15 de marzo de 1870; un año después, es redactada en esta población la primera Constitución Política del Estado Libre y Soberano de Morelos. En 1871, ante el persistente conflicto entre Francisco Leyva, gobernador del estado y Vicente Jiménez, opositor al gobierno de Arce y quien había establecido su movimiento en la población de Yautepec, el Congreso Estatal cambia definitivamente la sede de los poderes a la población de Cuernavaca.
1869 El 17 de abril, siendo Presidente de la República Benito Juárez, se erige el estado de Morelos y se designa a la ciudad de Yautepec como su primera capital.

## Cronología de Presidentes Municipales de Jiutepec
- (1919 - 1920): Jesús Bolaños
- (1920 - 1921): Cirilo Salazar
- (1921 - 1924): Nicéforo Martínez Nápoles
- (1924 - 1926): Eligio Carnalla
- (1926 - 1928): Serafín Alanís
- (1928 - 1929): Maximino Alcantara
- (1929 - 1930): Leandro González
- (1930 - 1931): Leandro González y Celestino Carnalla
- (1931 - 1932): Ignacio Trujillo
- (1932 - 1933): Basilio Paz
- (1933 - 1934): Serafín Alanís
- (1935 - 1936): Leandro González
- (1936 - 1937): Isaías Alanís Tapia
- (1937 - 1940): Domitilo Evangelista
- (1940 - 1942): Vicente Aguilar Martínez
- (1943 - 1944): Juan Casillas Trujillo
- (1945 - 1946): Agustín Galindo Angelino
- (1947 - 1948): Isaías Alanís Tapia
- (1949 - 1950): Daniel Jiménez
- (1951 - 1952): Domitilo Evangelista
- (1953 - 1954): Celestino Maya Tapia
- (1955 - 1957): Reyes Hernández Ochoa
- (1958 - 1958): Isaías Alanís Tapia
- (1958 - 1960): Delfino Herrera Pichardo
- (1961 - 1963): Ángel Manrique Martínez
- (1964 - 1966): Celso Castrejón Castrejón
- (1967 - 1969): Ricardo Orozco Casillas
- (1970 - 1973): Filiberto Pichardo Carrillo
- (1979 - 1976): Reyes Hernández Ochoa
- (1976 - 1979): Ramón Maya Nova
- (1979 - 1982): Carlos Bolaños Perrusquia
- (1982 - 1984): Pedro Rodríguez Flores
- (1984 - 1989): Modesto Linares Cortés
- (1989 - 1989): Hugo Rodríguez Hurtado
- (1989 - 1991): Gregorio Trucios Osorio
- (1991 - 1994): Álvaro Agüero Bolaños
- (1994 - 1997): Leopoldo Tovar Enriquez
- (1997 - 2000): Adolfo Barragan Cena
- (2000 - 2003): Liborio Román Crúz Mejía
- (2003 - 2006): Demetrio Román Isidoro
- (2006 - 2006): Florentino Crúz Mejia
- (2006 - 2009): Rabindranath Salazar Solorio
- (2009 - 2009): Alejandro Cruz Solano
- (2009 - 2012): Miguel Ángel Rabadán Calderón
- (2012 - 2015): Silvia Salazar Hernández
- (2015 - 2015): Brenda Salgado Camacho
- (2015 - 2018): José Manuel Agüero Tovar
- (2018 - 2018): José Antonio Albarran Contreras
- (2019 - 2021): Rafael Reyes Reyes
- (2025 - 2027): Eder Eduardo Rodríguez Casillas

## Geografía
Jiutepec es uno de los 36 municipios que integran el Estado de Morelos y se ubica geográficamente entre los paralelos 18° 53' de latitud norte y 99° 10' de longitud oeste del Meridiano de Greenwich, a una altura de 1350 metros sobre el nivel del mar.
Jiutepec es parte de la zona metropolitana de Cuernavaca, es el segundo municipio más poblado del estado. 
Tiene una superficie de 70,45 kilómetros cuadrados, lo que representa el 1,42% de la superficie total del Estado.
Limita al norte con los municipios de Tepoztlán y Cuernavaca, al sur con los municipios de Emiliano Zapata y Temixco; al oriente con el municipio de Yautepec y al poniente con Cuernavaca y Temixco.

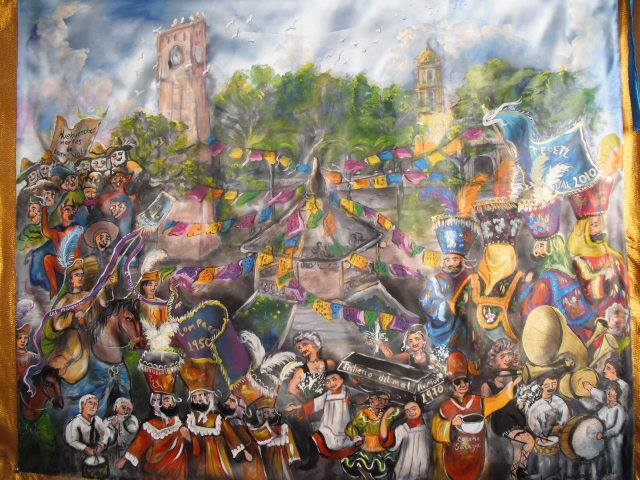
Carnaval de Jiutepec, Morelos.

### Clima
El clima que predomina en Jiutepec, es subtropical caluroso con lluvias en verano. Su temperatura promedio es de 21,2 °C, su variante media máxima es 31.4 °C, su máxima absoluta es de 39.8 °C, la mínima media baja es 10.8 °C y la mínima absoluta 0.5 °C.
Los meses más calurosos son abril y mayo y los más fríos diciembre y enero. Los más lluviosos son julio y agosto, con aproximadamente 80 días nublados al año. La precipitación media anual es de 1,021 mm y el temporal de lluvias es del mes de junio a octubre, alcanzando los 890 mm, con un volumen de lluvia de 59,334,890 metros cúbicos.
Jiutepec se ha destacado a nivel estatal como uno de los municipios con mejores climas, tal es así que continúa en constante urbanización, especialmente habitacional. Un claro ejemplo es la edificación de La Hacienda de Cortés, mandada a construir por el conquistador español Hernán Cortés en la época de la conquista, utilizada ocasionalmente como lugar de descanso.

### Hidrografía
Pasan por el municipio las corrientes pluviales y aguas broncas del cerro del Ajusco y de los montes de la Sierra de Chalma, llegando a las Barrancas de Analco y La Gachupina.
Existen también la Laguna de Hueyapan en la zona conocida como el Texcal y la denominada Laguna Seca ubicada en la próspera Delegación de Tejalpa.
Cuenta con importantes manantiales como son los de las Fuentes de San Gaspar, Ojo de Agua y el de Cuahuchiles.

### Flora
La flora está constituida principalmente por selva baja caducifolia de clima cálido: jacaranda, tabachín, casahuate, ceiba y bugambilia.

### Fauna
En proceso de desaparición, está constituida por mapache, zorrillo, diversas especies de murciélago, cacomixtle, pájaro bandera, aura, zopilote. Ya se han extinguido el venado de cola blanca y jabalí de collar que existían en este lugar. En los cursos de agua y lagunas existía tilapia y mojarras criollas, ranas, tepocates y charales.

## Economía
La principal actividad económica es la industrial ya que aquí se asienta el mayor parque industrial del estado con 250 plantas. 
En la Ciudad Industrial del Valle de Cuernavaca (CIVAC), se han asentado complejos fabriles que han dado impulso a la región, destacando los dedicados al armado de vehículos y aquellos que se dedican a la elaboración de productos relacionados con la industria farmacéutica.
El municipio cuenta con actividades relacionadas con la extracción de cal y tezontle. Sin embargo la actividad agropecuaria sigue siendo importante ya que se cultivan 500 hectáreas, principalmente productos con un gran valor agregado (viveros y cultivos a base de riego). Se exporta flor y el municipio es el principal productor a nivel nacional de flor de Nochebuena, lo cual no es sorprendente ya que es originaria de este municipio.
Actualmente es una zona de alto desarrollo, integrada por una población flotante por la cercanía al Distrito Federal y Cuernavaca.
Sus zonas turísticas son entre otras, la ex-hacienda de Cortés, el hotel restaurante Camino Real Sumiya que es un hotel estilo Japonés con un teatro Burkina original traído de Japón pieza por pieza, el zócalo de la ciudad, cuenta con una reserva ecológica conocida como Predio los Venados localizado junto a la colonia Las Fincas, a este lugar llegan aves de muchos tipos y se han encontrado estelas muy antiguas originales confirmadas por el INAH, (actualmente este predio esta en conflicto legal porque qurían construir 500 departamentos en el) y su iglesia con su cristo negro; también algunos balnearios y ex-balnearios. Además de algunos comercios que se han establecido durante el 2005.

### Desarrollo

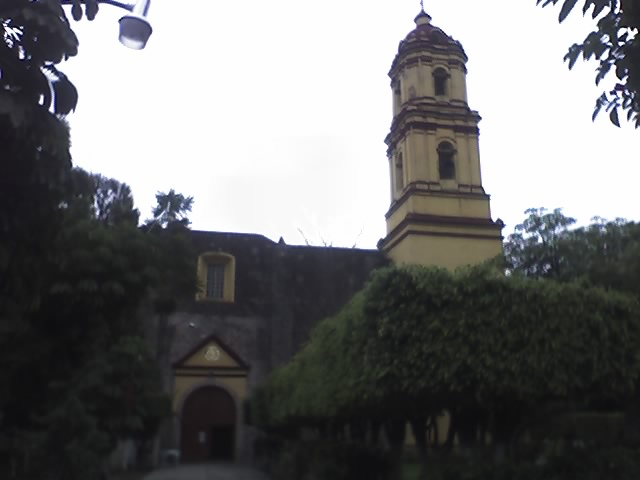
Parroquia de Jiutepec.

Actualmente se ha convertido en una zona de gran subdesarrollo.
Sus zonas turísticas son entre otras, el zócalo remodelado de la cabecera municipal, la ex hacienda de Cortés, la cancha de fútbol "los mangos", cuenta con dos reservas ecológicas, el Texcal con una deteriorada laguna llamada Ahueyapan y otra reserva conocida como Predio los Venados localizado junto a la colonia Las Fincas; a este lugar llegaban aves de muchos tipos y se han encontrado estelas muy antiguas originales confirmadas por el INAH, y su iglesia con su cristo negro; también algunos balnearios como Las Rosas, Las Fuentes, La Cascada, San José, El Texcal etc. y ex balnearios.

## Demografía

### Localidades
En el censo de 2020 el municipio de Jiutepec contaba con 26 localidades.
| Código INEGI    | Localidad                 | Población (2020) |
| --------------- | ------------------------- | ---------------- |
| 170110001       | Jiutepec                  | 174 629          |
| 170110009       | Progreso                  | 16 746           |
| 170110028       | Independencia             | 7 937            |
| 170110004       | Calera Chica              | 6 006            |
| 170110005       | Cliserio Alanís           | 2 706            |
| 170110037       | El Naranjo                | 1 282            |
| 170110076       | Ejido de Cazahuatal       | 1 037            |
| 170110051       | Ampliación las Fuentes    | 838              |
| 170110068       | Josefa Ortiz de Domínguez | 621              |
| 170110066       | Rancho Paraíso            | 579              |
| 170110079       | Campo Morado              | 497              |
| 170110085       | Lomas del Texcal          | 427              |
| 170110069       | Colonia Loma Bonita       | 360              |
| 170110034       | Hacienda San Gaspar       | 246              |
| 170110084       | Cerro de la Corona        | 233              |
| 170110074       | Ampliación López Portillo | 222              |
| 170110039       | San Francisco del Rincón  | 178              |
| 170110078       | Lomas de Chapultepec      | 172              |
| 170110072       | Luis Donaldo Colosio      | 135              |
| 170110087       | Valle Verde               | 129              |
| 170110077       | Francisco Villa           | 126              |
| 170110083       | Ampliación Chapultepec    | 116              |
| 170110054       | Agua Fría                 | 66               |
| 170110070       | Toma de la Rueda          | 32               |
| 170110086       | La Quebradora             | 21               |
| 170110080       | El Paraje                 | 16               |
| Total municipal | Total municipal           | 215 357          |

### Educación
El municipio de Jiutepec cuenta con todos los niveles educativos desde el preescolar, primaria, secundaria, preparatoria y universidades, tanto en el medio público como privado, en últimas fechas el cabildo ha dedicado una parte importante de su presupuesto a las instituciones públicas principalmente mismas que han contribuido a la mejora de algunas comunidades.

## Cultura

### Cultural de Tejada
La fiesta del Señor Santiago Apóstol en Jiutepec, Morelos se ha convertido en una de las más importantes, tradicionales y culturales. Se celebra el 25 de julio de cada año, desde el siglo XIX.

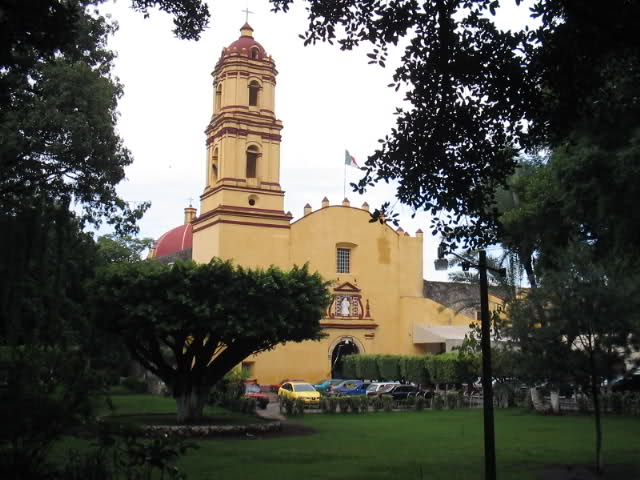
Iglesia de Santiago Apóstol - Jiutepec

La víspera se ilumina la iglesia de Santiago Jiutepec y sus calzadas con ocotes quemados que se llaman luminarias, lo mismo que las calles del pueblo, el objetivo es alumbrar la llegada de Santiago a fin de que no encuentre oscuras las calles, ya que de ser así se enoja. En cambio si encuentra el pueblo con luz, rayando su caballo con sus espuelas de plata, lo recorre por calles bendiciendo a sus habitantes. Además el día 24 de julio se realiza la cabalgata en la que colaboran más de 700 caballos marchando en las principales calles de la localidad de Jiutepec siendo así una de las fiestas más conmemorativas de la entidad. El día 25 se realiza una procesión por las calles, asisten diversas danzas destacando el tradicional brinco del chinelo.
Desde distintas partes del Estado de Morelos, se reúnen en Jiutepec, para ofrendar y unirse a la celebración. El primer viernes de cuaresma en febrero se celebra la fiesta del señor de la columna,  llegan más de 1000 personas de varios estados de la república a la gran prosecion que se hace el viernes, se quema un castillo de fuegos artificiales en la iglesia Santiago Apóstol cuando termina la quema del castillo, empieza la gran prosecion al recorrer todo el pueblo de Jiutepec en sus alrededores con más de 1000 personas cantando, resando, y con una vela en la mano para dar luz, así mismo algunos peregrinos al pedirle cosas al santo hacen promesas y van toda la prosecion descalzos, de rodillas, cargando al santo toda la prosecion se va terminando de 4 a 5 de la mañana del otro día, en la mañana realizan los peregrinos bailes y una feria a fuera de la iglesia para seguir con la celebración del señor de la columna. El también puede ser muy admirable por su Arquitectura, ya que atrae un muy buen turismo en la zona.

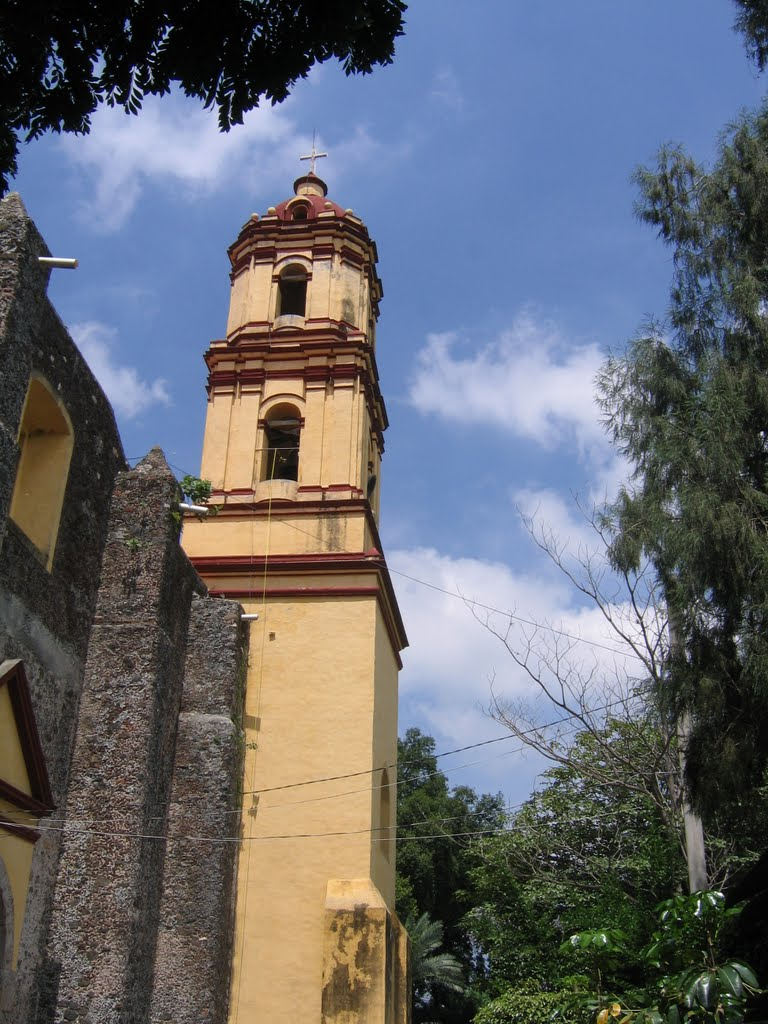
Campanario de la Iglesia de Jiutepec.

### Música
La música de Jiutepec está compuesta principalmente por varios personajes, cantautores y compositores oriundos del mismo pueblo quienes componen y cantan a su lugar natal los sentimientos.
Participa también el tradicional brinco de los chinelos, propio del estado de Morelos, anualmente en la fiesta de carnaval y la danza de las mojigangas. También cuenta con bailes populares.

### Monumentos históricos
Exconvento franciscano del siglo XVI, al que también se le conoce como parroquia de Santiago Apóstol, edificación iniciada entre los años de 1525 y 1529, muestra una portada sencilla y de colores vivos. Al interior de este templo se encuentra una gran riqueza artística destacando un retablo barroco (siglo XVIII) y cinco neoclásicos. Fue restaurado en el año de 1998.
Es uno de los templos más armoniosos en su espacio, siendo este el segundo edificado en el Estado de Morelos que funcionó además como una parada obligada de los fieles que realizaban peregrinaciones hacia el valle de Anáhuac.
En el claustro de dos niveles se conservan restos de pintura al fresco en los muros y una fuente en el centro. Se conserva la imagen de un Cristo Negro, El Señor de la Columna. En Semana Santa sale en procesión un Cristo articulado propio del siglo XVIII.
En Atlacomulco se encuentra la hacienda del mismo nombre, mejor conocida como de Cortés. Esta hacienda fue la tercera que se construyó en el estado de Morelos. En el edificio actual se conservan los diversos elementos arquitectónicos que se fueron integrando a la planta industrial del ingenio. Actualmente el edificio es un hotel, exceptuado la capilla que se mantiene abierta al culto público permitiendo así admirar su belleza barroca.
En Tejalpa se conservan las capillas barriales de San Miguel, San Pedro y la parroquia de la Asunción.
En colonia agrícola de Cliserio Alanís se encuentra la hacienda de San Gaspar que dejó de funcionar a raíz de la Revolución y que al igual que la de Atlacomulco fue integrando diversos elementos arquitectónicos, principalmente con un sentido utilitario industrial sin perder un sentido estético, la propiedad es privada pero la capilla se conserva para el culto público. Actualmente aún se pueden apreciar vestigios del acueducto, el tapiche sin techo y algunas otras estructuras. La casa principal, algunos salones y la barda que rodea todo el conjunto aún se encuentran en buen estado.

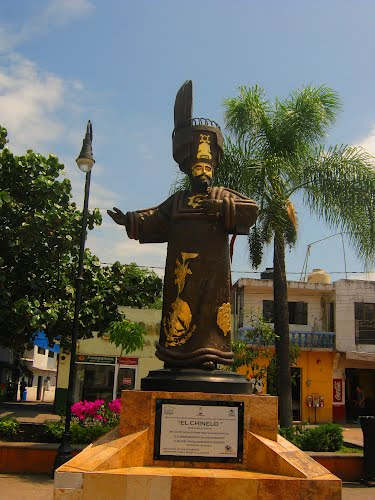
El Chinelo - Jiutepec, Morelos.

### Fiestas

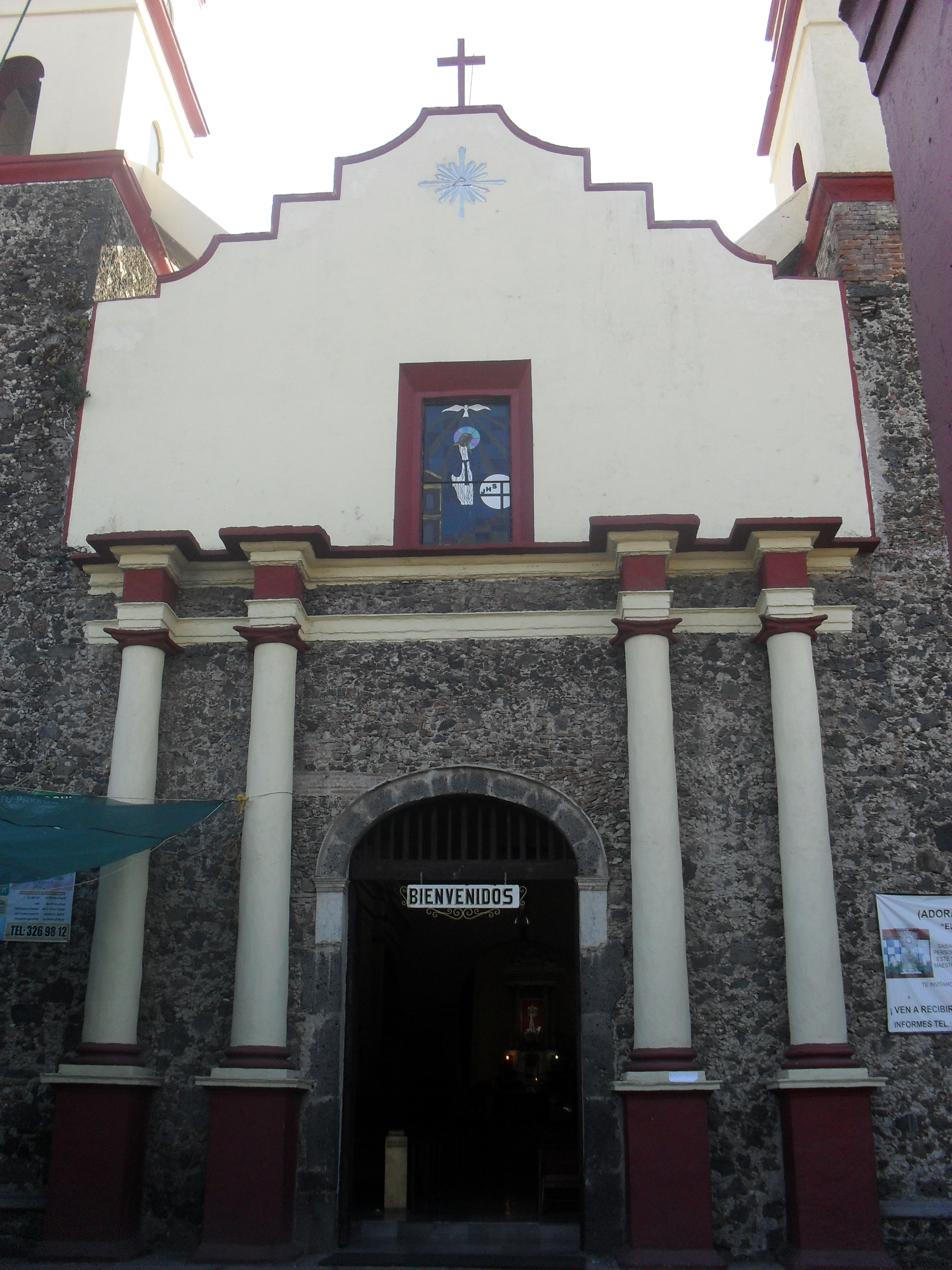
Fotografía Parroquia de la Asunción de María

Las fiestas tienen un origen múltiple tanto de carácter prehispánico, como colonial y del siglo XIX y XX la tradición no es inamovible sino que se va modificando.
El Carnaval se celebra el cuarto viernes del mes de enero. Inicia con la procesión de "Las viudas" del mal humor que lo van a enterrar, Después sábado y domingo se brinca el chinelo. El día lunes se realiza un concurso de trajes y se destina a que los niños de jardín de niños puedan "brincar".
El brinco del Chinelo tiene particularidad como el realizar de cara a la banda.
La víspera del carnaval da inicio el jueves por la noche, con el tradicional "show de las viudas", que son personas disfrazadas de personajes de la farándula, políticos o simplemente vestidos de mujeres, ofrecen al público un espectáculo de risa, la intención es velar al "mal humor", para después enterrarlo y dar paso a la diversión en los próximos cuatro días. El viernes en la mañana se celebra una misa católica, y se comienza el brinco del chinelo, al son de las bandas de viento. En Jiutepec, el traje de chinelo está conformado por una túnica de terciopelo con bordados a base de lentejuela y chaquira, la mayoría con motivos prehispánicos, un sombrero alto igual con bordados y plumas de diversos colores, una máscara de barba puntiaguda con ojos grandes y guantes, se dice que este traje se utiliza para imitar de forma chusca a las señoras "copetonas" esposas de los hacendados de aquellos tiempos, puesto que el carnaval es para divertirse. En esta fiesta también podemos encontrar juegos mecánicos, venta de comida y dulces típicos, y bailes nocturnos.
Primer viernes de Cuaresma Asisten peregrinos a de toda la región centro sur a visitar al Señor de la Columna, asisten danzas, y se instala una gran feria donde se expenden dulces regionales de Huazulco, pan de Tlaxcala, alfarería de Puebla y el estado de México, productos de madera del estado de México, frutas de tierra fría y caliente.
Así mismo asisten peregrinos del Estado de México con una imagen de Cristo parecida a la del Señor de la Columna, la dejan y posteriormente es llevada por los jiutepequenses a su pueblo de origen fortaleciendo las relaciones interregionales comunitarias.
Semana Santa, se recuerda la pasión y muerte de Jesucristo se recorre por el atrio con un imagen articulada. Posteriormente se cierra la iglesia y se tocan las campanas anunciando la muerte de Jesús. Luego la figura que está en procesión es la del Santo Sepulcro.
El 21 de junio se realiza la fiesta en honor de San Juan Parrandero con la particularidad de este santo es que no se encuentra en la iglesia sino que está bajo custodia de la gente del pueblo, que en la fecha indicada lo saca a bailar y recorre el pueblo visitando a los Juanes, la imagen es llevada al manantial de las fuentes donde es bañado y al río salado donde es nuevamente bañado es la indicación del inicio del temporal de que ya se puede sembrar. Las reminiscencias prehispánicas son evidentes.
Fiesta del Señor Santiago Apóstol se celebra el 25 de julio de cada año. La víspera se ilumina la iglesia de Santiago Jiutepec y sus calzadas con ocotes quemados que se llaman luminarias, lo mismo que las calles del pueblo, el objetivo es alumbrar la llegada de Santiago a fin de que no encuentre oscuras las calles, ya que de ser así se enoja. En cambio si encuentra el pueblo con luz, rayando su caballo con sus espuelas de plata, lo recorre por calles bendiciendo a sus habitantes. El día 25 se realiza una procesión por las calles, asisten diversas danzas destacando la de los arrieros del estado de México.
La Fiesta de la espiga, ya que terminó el temporal, normalmente en el mes de octubre, se lleva a cabo una misa en el campo, conocida como misa de espigas. Se celebra en el campo y se le dan gracias a Dios por las cosechas logradas. Por supuesto que se celebraban el día de muertos y las fiestas navideñas siempre con pequeñas variantes, respecto a la de la región centro sur.
Día de San Lucas 18 de octubre. En esta fecha se expresa el mestizaje cultural del municipio ya que se realiza el encuentro del torito que es una tradición de Guerrero traída por lo inmigrantes. En esta la gente va a encontrar a otras que transportan imágenes de barro de toritos, se baila al son calentano mientras se topa a la gente, se dice que el tope del torito tiene cualidades curativas.
Fundación de Progreso
En marzo se celebra la fundación de la colonia con un carnaval con el chinelo.
Tejalpa
Después del miércoles de ceniza se realiza el Carnaval.
La fiesta religiosa de la Asunción de María, es una fiesta que se celebra en la localidad de Tejalpa Jiutepec, en el estado de Morelos, cada año el día 15 de agosto, dando inicio con una misa en la parroquia del mismo nombre. Personas de distintas localidades convergen y son recibidas en casa de los nativos del lugar, quienes son personas con un mayor arraigo cultural y religioso, los cuales dan una cálida bienvenida después de la peregrinación, donde se ofrece un sabroso plato de mole que las vecinas del lugar preparan de manera artesanal; además cabe mencionar que la celebración se ameniza con música de viento. Alrededor de la parroquia se instalan puestos de venta de pan,   esquites, dulces típicos;  juegos mecánicos,  juegos de canicas, tiro al blanco etc. Por la noche se hace un jaripeo en el corral de toros de la asunción. En el centro del quiosco se hace la quema en medio de un juego de luces artificiales multicolores.   Esta fiesta religiosa coincide con festejos en otras localidades donde se practica la religión católica, por ejemplo en Amurrio, localidad que se encuentra en el país Vasco, donde es considerado como el día más festivo del año. 
29 de septiembre. Barrio de San Miguel. Bendición de la cosecha, en esta fecha se levanta el maíz, se hacen cruces de pericón y se colocan en las esquinas de la milpa.
18 de octubre. San Lucas, ofrenda al ojo de agua. Ceremonia de origen prehispánico, se arroja mole, tamalli y bebida a un manantial dando gracias por el temporal. Era ocasión para que de manera comunitaria se limpiaran los canales de riego.

### Gastronomía
Debido al proceso de urbanización, ha desaparecido la costumbre de echar las tortillas y comer el frijol del año; sin embargo, todavía en fiestas se conserva esta tradición. Dentro de la gastronomía ritual existe el mole verde, el mole de pipián y el rojo de guajolote, salsa verde con guajes, quesadillas, mixiotes de pollo.
Destaca el mole verde de pipián y los iztloatamalle y los tamalli, que únicamente se preparan una vez en el pueblo de Tejalpa, el día 18 de octubre, y que se ofrecen gratuitamente a todos los asistentes al acto comunitario del Ojo de Agua.